# Bernds Hexe
Bernds Hexe ist eine deutsche Comedyserie, die von Cologne Comedy – einem Joint-Venture-Unternehmen von Cologne Filmproduktion GmbH und Grundy Light Entertainment – im Auftrag von RTL entstand.

## Handlung
Bernd Bauermann ist Angestellter bei der Mannheim Bank. Er lebt in Ehe mit seiner Frau Katja, die von Beruf Webdesignerin ist und daneben, zu seinem Unglück, eine Hexe. Katjas Zauberversuche gehen des Öfteren daneben, was schier für Wirbel sorgt. Er und sein Sohn Max können noch ganz gut damit umgehen, doch die Großeltern, Frieda und Gunther, die in direkter Nachbarschaft wohnen und nichts von Katjas Fähigkeiten wissen, sind immer zur unpassendsten Gelegenheit in der Nähe.
Bernd hat nicht nur Sorgen zu Hause, denn sein Chef Anton Rosske ist ein überheblicher Typ und seine Kollegin Brigitte interessiert sich mehr für das männliche Geschlecht als für ihre Arbeit.

## Trivia
Die Zaubereffekte wurden von Cologne FX, einer deutschen Special-Effect-Werkstatt – die auch schon die Effekte für den Fahnder oder die RTL-Produktion Ritas Welt beisteuerte – zugeliefert.
Die Produktionsfirma Cologne Comedy zeichnet auch für die Sitcoms Das Amt, Die Camper, Die Couch-Cowboys und Nikola verantwortlich.

## Medien
Auf DVD wurden die ersten beiden Staffeln der Serie von RTL DVD veröffentlicht.

## Einzelbelege
1. ↑  Liste der Cologne-FX-Filmografie in der Internet Movie Database
2. ↑  Profil von Cologne Comedy (Memento des Originals vom 29. September 2007 im Internet Archive)  Info: Der Archivlink wurde automatisch eingesetzt und noch nicht geprüft. Bitte prüfe Original- und Archivlink gemäß Anleitung und entferne dann diesen Hinweis.